# Čeraz
Čeraz (německy Tscheras) je malá vesnice, část obce Vesce v okrese Tábor v Jihočeském kraji. Nachází se asi 1,5 kilometru severovýchodně od Vesce. Je zde evidováno 50 adres. V roce 2011 zde trvale žilo 49 obyvatel.
Čeraz je také název katastrálního území o rozloze 2,3 km².

## Historie
První písemná zmínka o vesnici pochází z roku 1415.

## Obyvatelstvo
| Rok            | 1869 | 1880 | 1890 | 1900 | 1910 | 1921 | 1930 | 1950 | 1961 | 1970 | 1980 | 1991 | 2001 | 2011 | 2021 |
| -------------- | ---- | ---- | ---- | ---- | ---- | ---- | ---- | ---- | ---- | ---- | ---- | ---- | ---- | ---- | ---- |
| Počet obyvatel | 131  | 132  | 122  | 100  | 122  | 134  | 111  | 86   | 77   | 60   | 48   | 36   | 37   | 49   | 50   |
| Počet domů     | 19   | 19   | 19   | 19   | 20   | 19   | 19   | 20   | 19   | 18   | 15   | 19   | 19   | 23   | 23   |

## Obecní správa
Při sčítání lidu v letech 1850–1879 Čeraz byla osadou obce Vesce v okrese Tábor. V letech 1880–1962 byla samostatnou obcí, se kterým patřila nejprve do okresu Tábor, ale v roce 1950 v okrese Soběslav. V letech 1963–1980 byla znovu částí obce Vesce v okrese Tábor. Od 1. července 1980 do 23. listopadu 1990 byla částí města Soběslav v okrese Tábor. Od 24. listopadu 1990 je opět částí obce Vesce v okrese Tábor.

## Rodáci
- Jaromír Hořejš (1903–1961) – básník, dramatik a překladatel
- František Kopšík (1822–1915) – dudák

## Další fotografie

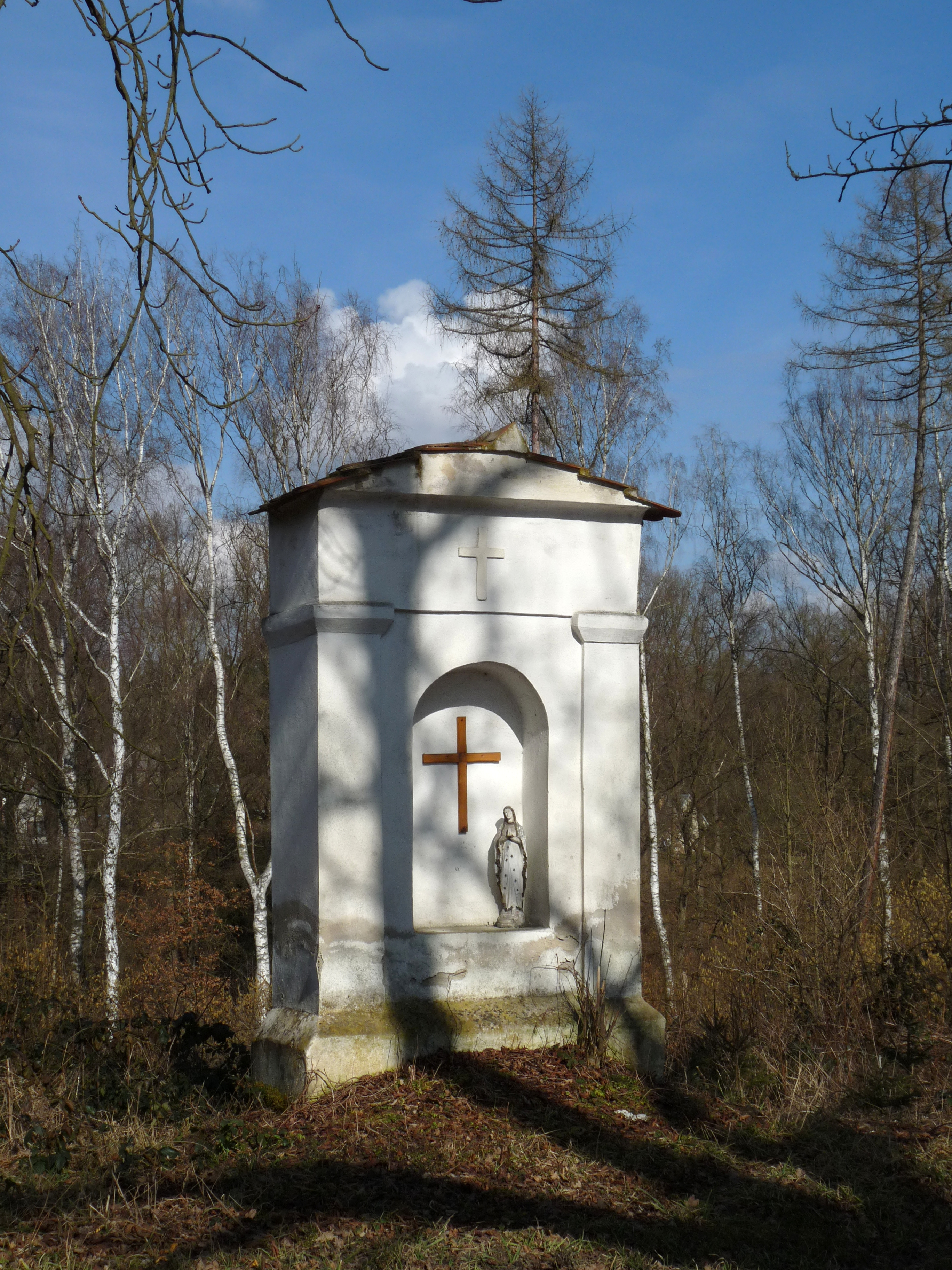
Kaplička u cesty k Soběslavi
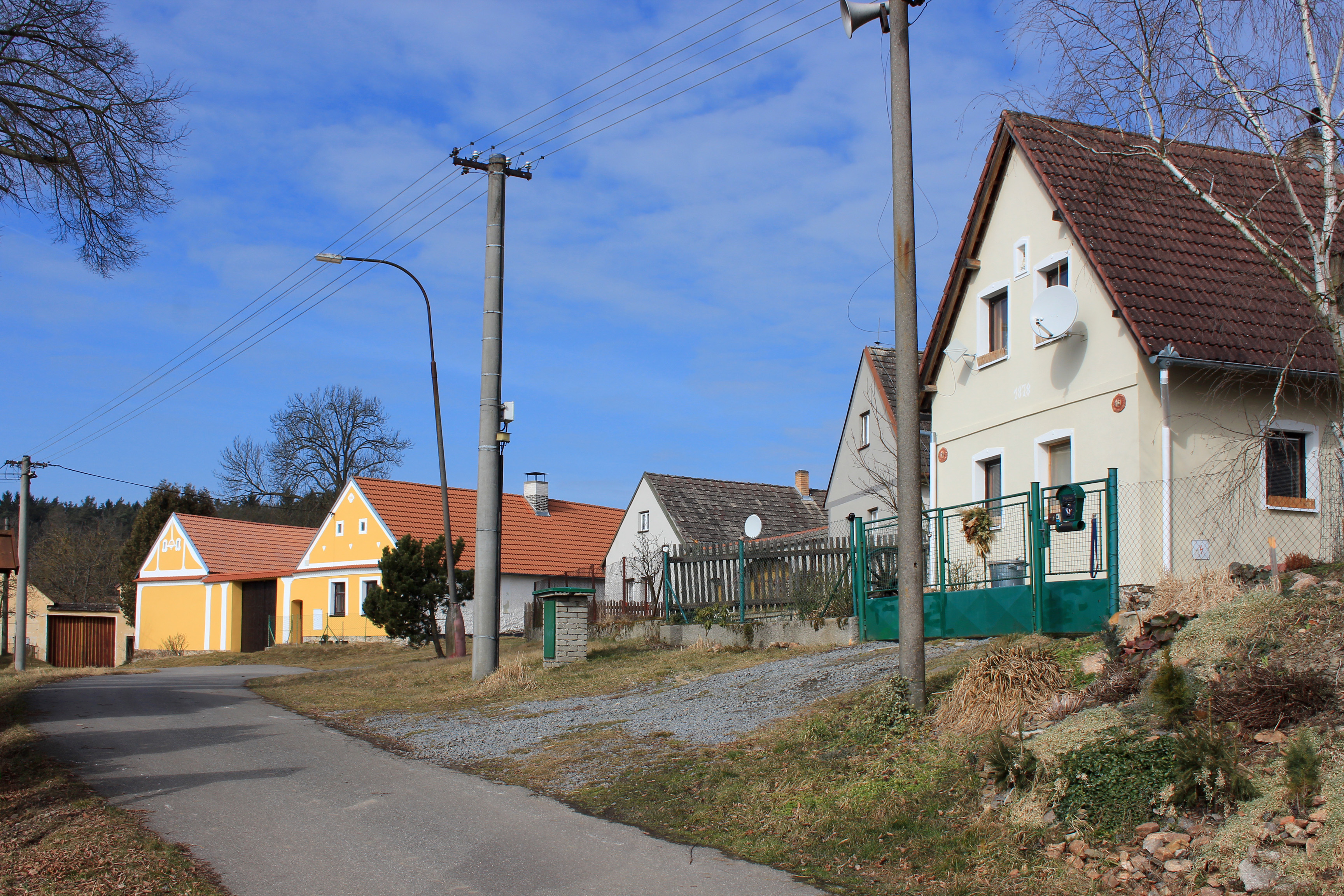
Náves
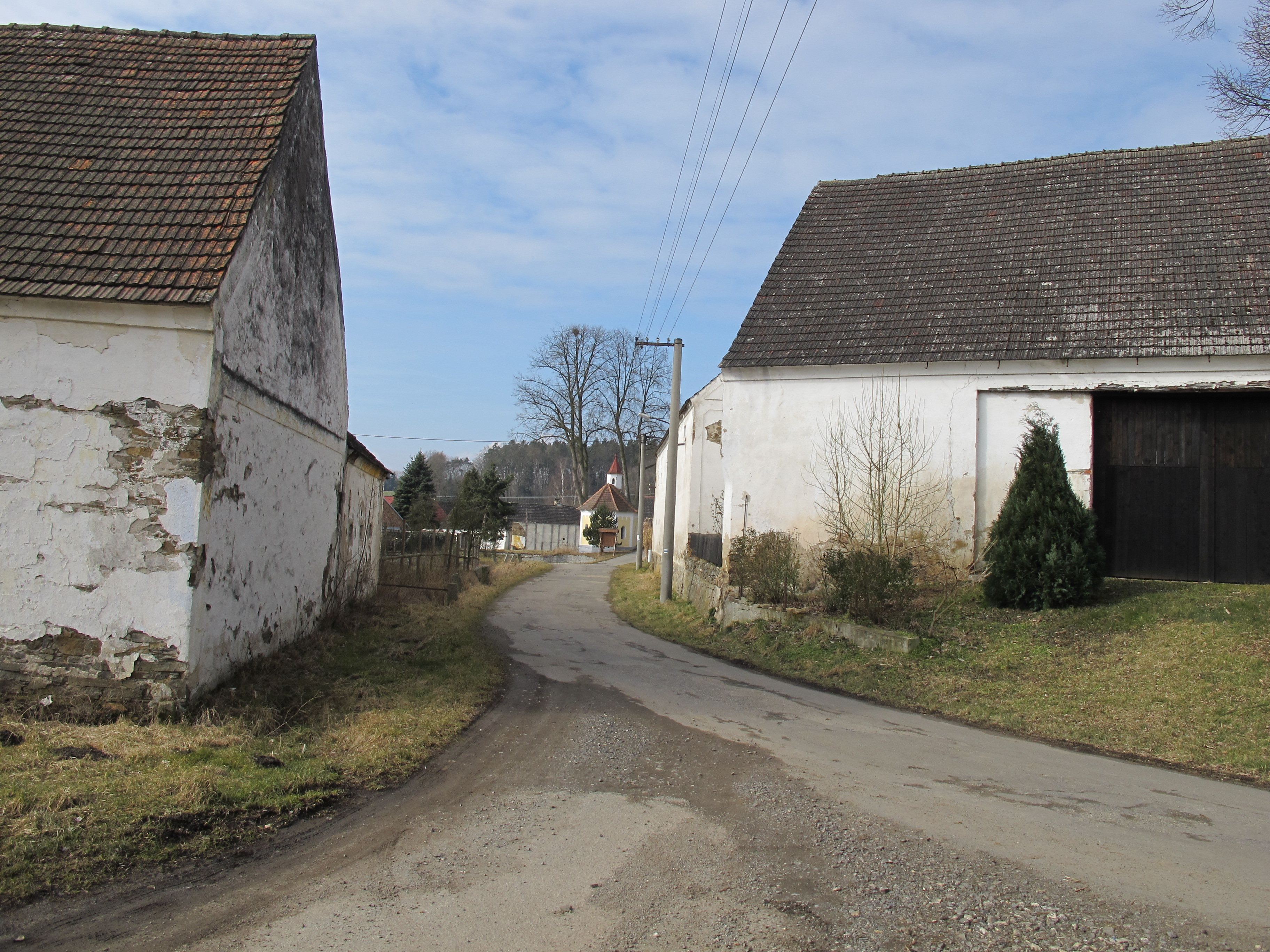
Východní část vsi